# Esbeltez

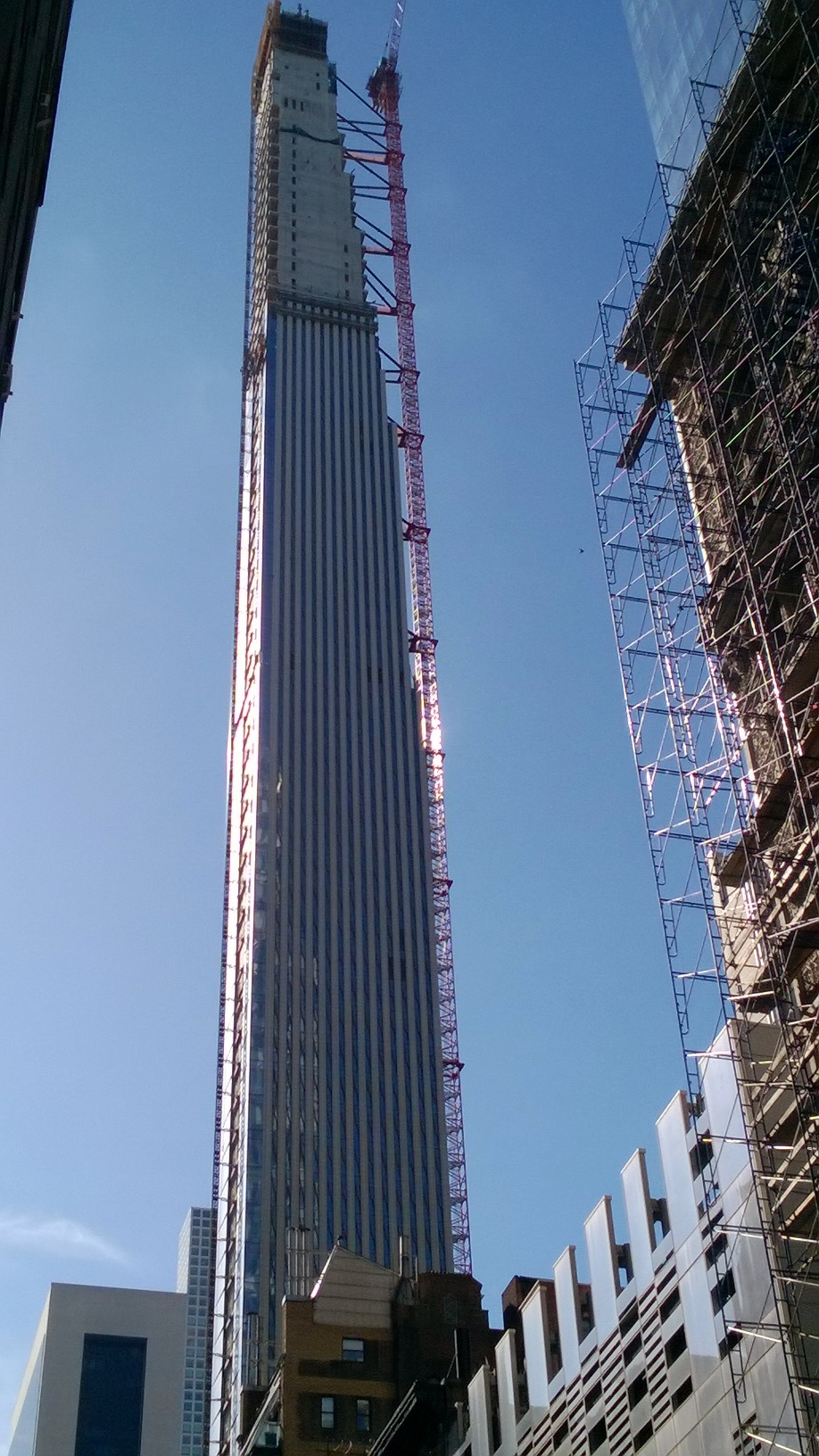
El 111 West 57th Street de Nueva York es desde 2019 el rascacielos más esbelto del mundo.

En arquitectura, el ratio de esbeltez, o simplemente esbeltez, es el cociente entre la base de un edificio y su altura.
Los ingenieros estructurales generalmente consideran esbeltos aquellos rascacielos con una ratio mínima de 1:10 o 1:12. Las torres esbeltas requieren adoptar medidas específicas para contrarrestar las elevadas fuerzas del viento en los voladizos verticales, como incluir estructura adicional para dotarle de mayor rigidez al edificio o diversos tipos de amortiguadores de masa para evitar el balanceo indeseado.
El rascacielos más esbelto del mundo es desde 2019 el 111 West 57th Street de Nueva York, que con 80 plantas y 438 metros de altura posee un extraordinario ratio de esbeltez de 1:23. La esbeltez extrema es algo característico en ciudades como Hong Kong, donde hay más edificios en forma de lápiz que en cualquier otro lugar del mundo, y más recientemente en Nueva York.

## Ejemplos de esbeltez en rascacielos
| Edificio             | Ciudad     | Plantas | Altura (m) | Ratio de esbeltez | Año       |
| -------------------- | ---------- | ------- | ---------- | ----------------- | --------- |
| 111 West 57th Street | Nueva York | 80      | 438        | 1:23              | 2019      |
| Highcliff            | Hong Kong  | 73      | 252        | 1:20              | 2003      |
| Collins House        | Melbourne  | 61      | 190        | 1:16              | 2019      |
| 432 Park Avenue      | Nueva York | 85      | 425        | 1:15              | 2015      |
| One Madison Park     | Nueva York | 50      | 188        | 1:12              | 2013      |
| 785 Eight Avenue     | Nueva york | 42      | 158        | Entre 1:18 y 1:15 | Propuesto |